# Данијелс (Западна Вирџинија)
Данијелс (енгл. Daniels) насељено је место без административног статуса у америчкој савезној држави Западна Вирџинија.

## Демографија
По попису из 2010. године број становника је 1.881, што је 35 (1,9%) становника више него 2000. године.
| Група             | 2000.         | 2010.         |
| Белци             | 1.800 (97,5%) | 1.820 (96,8%) |
| Афроамериканци    | 20 (1,1%)     | 13 (0,7%)     |
| Азијати           | 11 (0,6%)     | 5 (0,3%)      |
| Хиспаноамериканци | 8 (0,4%)      | 19 (1,0%)     |
| Укупно            | 1.846         | 1.881         |